# Место под солнцем (фильм, 2012)
«Место под солнцем» (швед. En plats i solen) — шведский детективный фильм, снятый по роману шведской писательницы Лизы Марклунд, которая выступила соавтором сценария.

## Сюжет
Куда на этот раз потянули новые расследования Аннику Бенгтзон? На теплый и солнечный юг Испании…

## В ролях
- Малин Крепин — Анника Бенгтзон (Annika Bengtzon)
- Бьёрн Киллман — Андерс Шюман
- Лейф Андре — Спикен
- Эрик Юханссон — Патрик Нильсон
- Кайса Эрнст — Берит Хармин
- Ричард Ульфсэтер — Томас Самуэльссон
- Эльвира Францен — Эллен
- Эдвин Рюдинг — Калле
- Ханна Альстрём — София Гренборг
- Мария Кулле — Никлас Линде